# Parafia Spotkania Pańskiego w Morochowie
Parafia Spotkania Pańskiego – parafia prawosławna w Morochowie, w dekanacie Sanok diecezji przemysko-gorlickiej, siedziba dziekana.
Na terenie parafii funkcjonują 2 cerkwie:
- cerkiew Spotkania Pańskiego w Morochowie – parafialna
- cerkiew Narodzenia Najświętszej Maryi Panny w Dziurdziowie – filialna

## Historia
Parafia prawosławna została erygowana w 1961. Przedtem, do czasu wysiedlenia w akcji „Wisła” funkcjonowała tu parafia greckokatolicka pod wezwaniem Męki Pańskiej. Pierwszym proboszczem był ks. Jerzy Krysiak. Za czasów drugiego proboszcza, ks. Bazylego Roszczenki, przy cerkwi wybudowano plebanię (1967). W 2003 przeprowadzono gruntowny remont cerkwi i plebanii. Odnowiono ikonostas i zamontowano czujniki przeciwpożarowe.

## Zasięg terytorialny
Morochów, Dziurdziów, Bukowsko

## Wykaz proboszczów
- 1962–1966 – ks. Jerzy Krysiak
- 1966–1979 – ks. Bazyli Roszczenko
- 1979–1981 – ks. Wiaczesław Janiel
- 1981–1996 – ks. Anatol Tokajuk
- od 1996 – ks. Julian Feleńczak

## Galeria

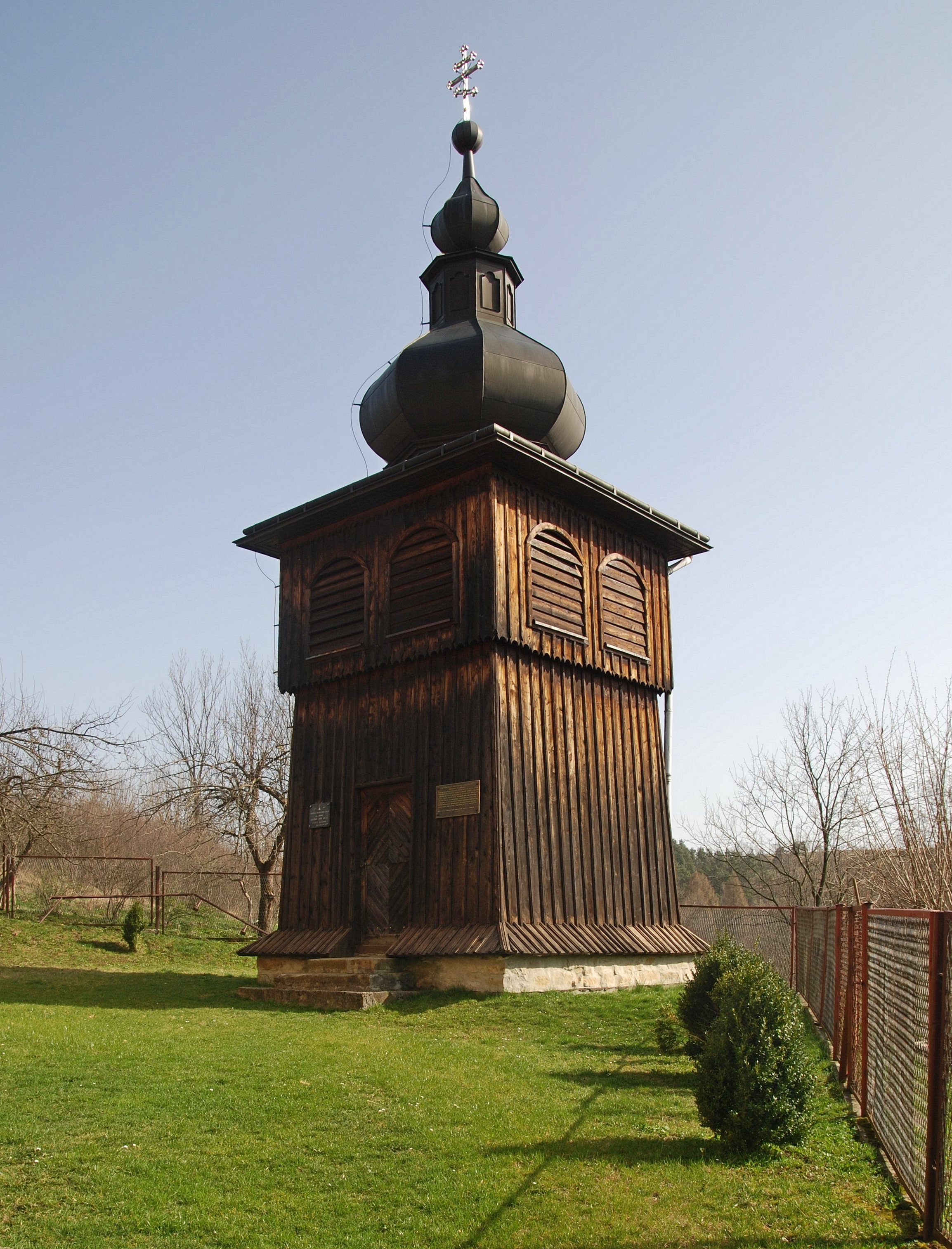
Dzwonnica cerkiewna w Morochowie
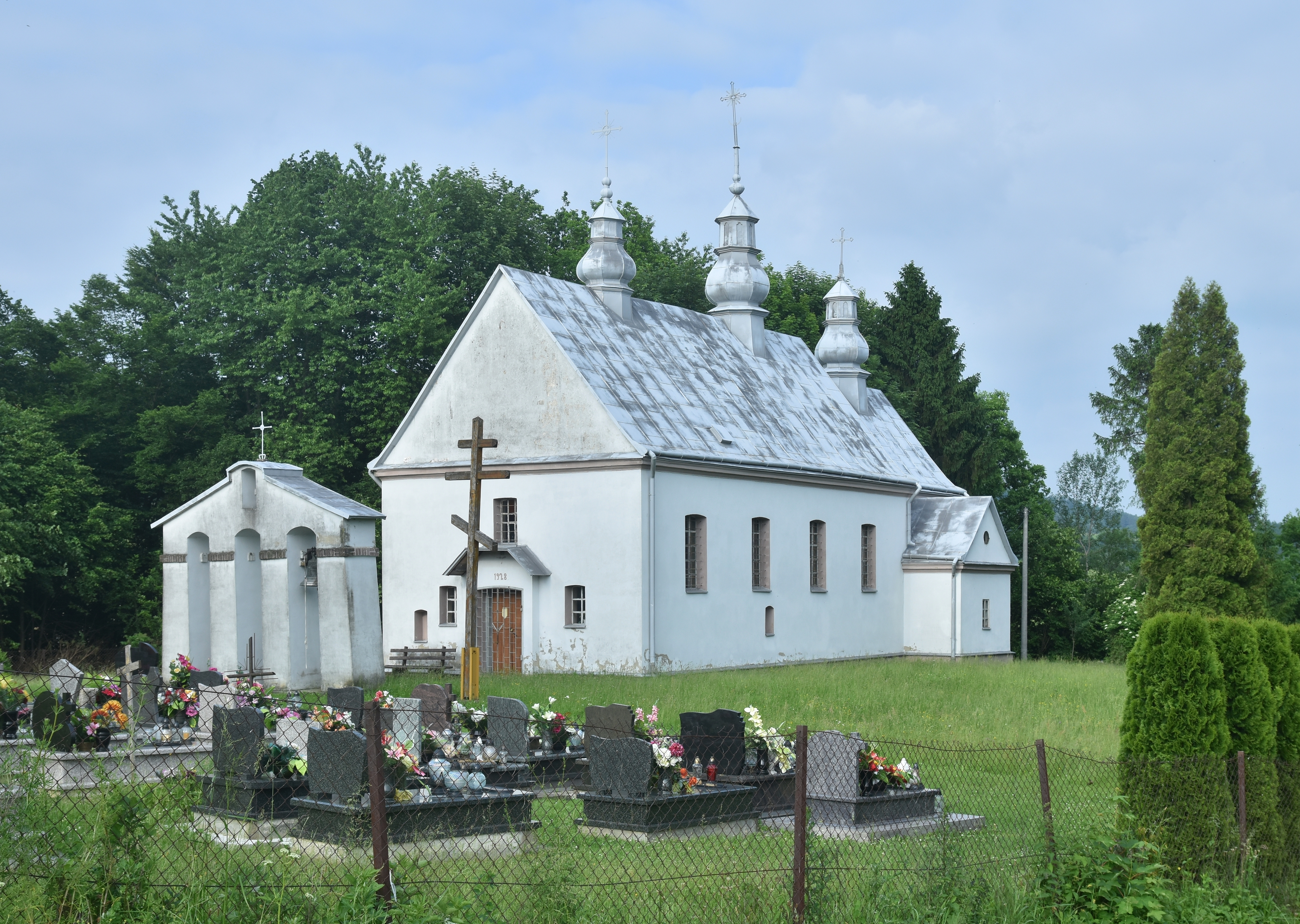
Cerkiew Narodzenia Bogurodzicy w Dziurdziowie